# Богуславский район
Богусла́вский райо́н (укр. Богусла́вський райо́н) — упразднённая в 2020 году административная единица на юге Киевской области Украины. Административный центр — город Богуслав.

## География
Площадь — 772 км2.
Район граничил на севере с Мироновским, на северо-западе — с Ракитнянским районами Киевской области, на юге — с Лысянским районом Черкасской области, на западе — с Таращанским районом Киевской области, на востоке — с Корсунь-Шевченковским и Каневским районами Черкасской области.
Основные реки — Рось.

## История
Территория Богуславщины заселена издавна. В урочище Городок найдены три римские монеты 2 века н. э, а возле города сохранились остатки древнерусского городища XI—XIII веков, которое можно отождествлять с упоминаемым в летописи городом Богуслав. Он был наряду с Корсунем и Каневом одним из крупнейших укрепленных пунктов на южной границе Руси.
Районный центр — город Богуслав был основан в 1032 году киевским князем Ярославом Мудрым. В 1240 году Богуслав был разрушен монголо-татарскими ордами. В 1362 году территория района находилась под властью Литвы, а после Люблинской унии 1569 года — под властью Польского королевства. В начале семнадцатого века получил Магдебургское право.
В 1648 году Богуслав, освобождён войсками Богдана Хмельницкого и являлся сотенным городком Белоцерковского полка. В 1667 году Богуслав отошёл назад к Польше, по Вечному миру 1686 года. Истреблённое предыдущими войнами Правобережье остаётся необитаемым и ничьим. Но в 1680-х поляки позволяют казакам под руководством Семена Палия заселять Киевщину, Богуслав становится полковым городом Богуславского полка. В 1712 году казацкая автономия ликвидируется.
В 1793 году после второго раздела Речи Посполитой территория района вошла в состав России. В 1796—1837 годах — город Богуслав является центром Богуславского уезда. С 1846 года эта территория входит в состав Каневского уезда Киевской губернии.
Советскую власть установлена в январе 1918 года (окончательно — с 1920), с 1919 года Богуслав — центр Богуславского уезда Киевской губернии.
7 марта 1923 года создан Богуславский район Киевской области.
С июля 1941 года Богуслав и район оккупирован немецко-фашистскими захватчиками. В феврале 1944 года район освобожден.
Район упразднён 30 декабря 1962 года, восстановлен 8 декабря 1966 года.
В сентябре 1991 года над помещением райисполкома и городского Совета поднят флаг независимой Украины.
В связи с реформой децентрацизации Украины, в 2020 году Богуславский район упразднен. Часть территории в составе новообразованной Богуславской объединённой территориальной городской общины (ОТО) отошла к Обуховскому району, часть территории в составе Медвинской сельской общины — к Белоцерковскому району Киевской области. Несколько сельских населённых пунктов, ранее входящих в Богуславский район вошли в Мироновскую ОТО Обуховского района.

## Демография
Население района составляло 33 098 человек (данные на 1 сентября 2020 г.), в том числе в городских условиях проживало около 16 376 человек. Всего насчитывался 41 населённый пункт.

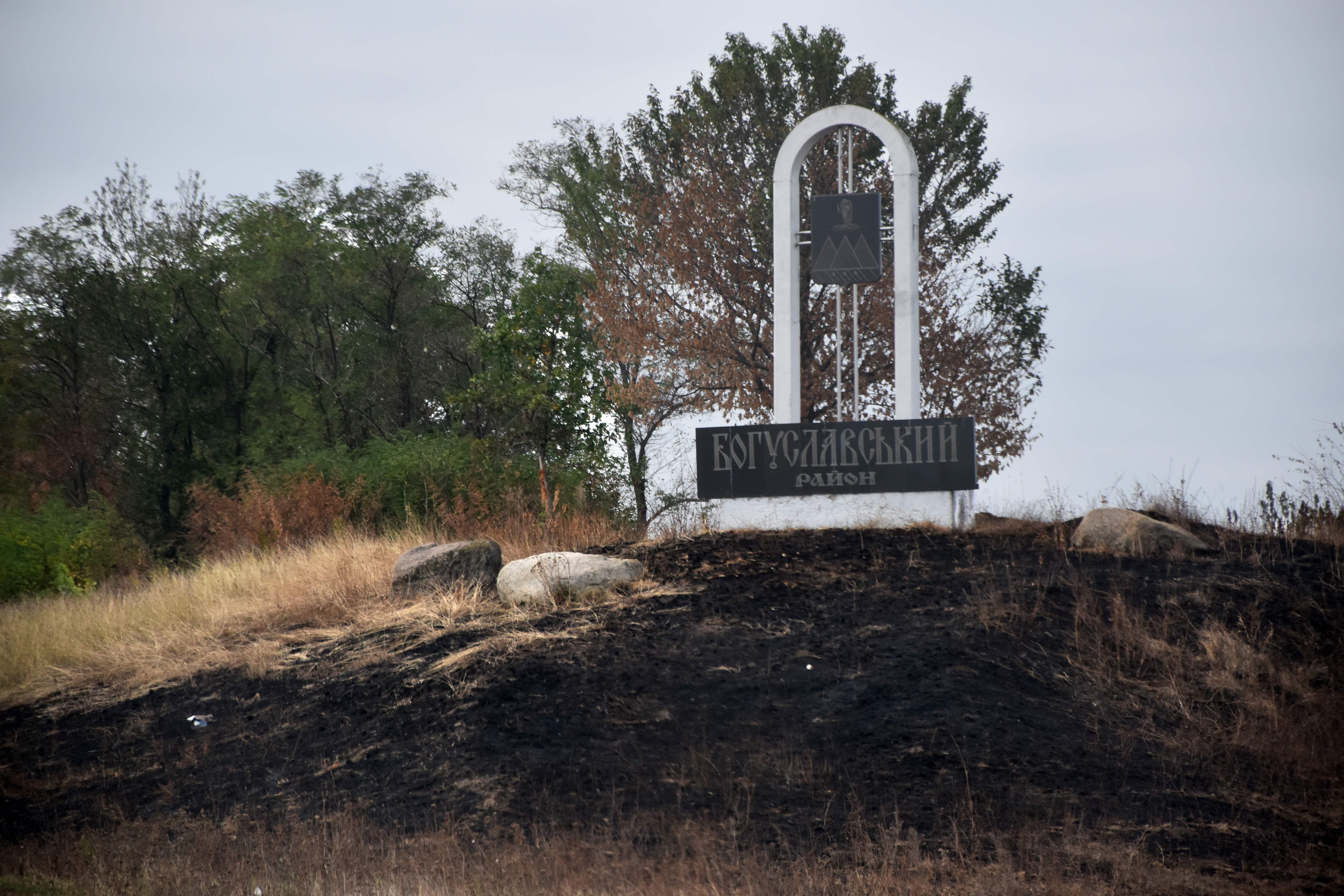
Знак Богуславского района у автодороги T1022, на участке между сёлами Владиславка и Шупики.

## Административное устройство на момент упразднения
Количество советов:
- городских — 1
- сельских — 21

Количество населённых пунктов:
- городов районного значения — 1
- сёл — 40

## Населённые пункты
Полный список населённых пунктов района, упорядоченный по алфавиту, находится внизу страницы
| - Богуславский городской совет город Богуслав - Биевецкий сельский совет село Биевцы - Бранопольский сельский совет село Браное Поле - Дыбинецкий сельский совет село Дыбинцы село Бородани - Дмитренковский сельский совет село Дмитренки село Гута село Коряковка - Ивановский сельский совет село Ивановка - Исайковский сельский совет село Исайки село Яцюки - Кидановский сельский совет село Кидановка - Медвинский сельский совет село Медвин село Дибровка - Мисайловский сельский совет село Мисайловка село Чайки - Митаевский сельский совет село Митаевка - Михайловский сельский совет село Алексеевка село Михайловка | - Москаленковский сельский совет село Москаленки - Ольховецкий сельский совет село Ольховец село Калиновка село Половецкое село Семигоры - Побережковский сельский совет село Побережка село Закутинцы село Красногородка село Софийка - Раскопанецкий сельский совет село Раскопанцы - Саварский сельский совет село Саварка село Лютари - Синицкий сельский совет село Синица - Тептиевский сельский совет село Тептиевка село Дешки - Хохитвянский сельский совет село Хохитва село Ивки село Поташня - Шупиковский сельский совет село Шупики село Карандинцы село Туники - Щербашенский сельский совет село Щербашенцы |